# 布币

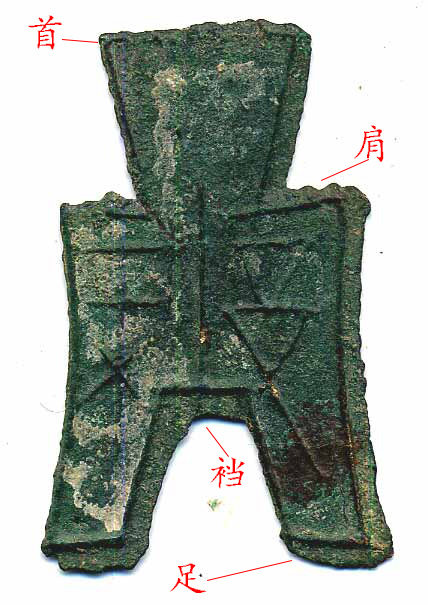
布币的各个部位

布币是中国春秋战国时期的铲形货币，主要流行于周王畿和三晋一带，燕国、楚国也有铸造。布币源于青铜农具，进而由金属商品货币演变为中国最早的铸币，在秦朝统一货币后遭废除，新莽时期又短暂铸造。
中華民國財政部、中華民國中央銀行、中国人民银行、臺灣銀行、恒生銀行等机构的徽标均采用布币的圖象。
布币来源于农具铲子，铲子在上古汉语中称为“钱”。汉语中用“钱”来称呼货币的做法由此产生，延续至今。

## 形制
布币的形制整体像是鏟子。最上端的部位为首部，首部以下两侧为肩部，肩部下部两侧为足部，足部之间为裆部。布币的形制发展趋势，总体而言，是首部从有一定厚度且中空的空首变为扁平的平首，从厚、粗、长变为薄、细、短；肩部从宽变为窄，从平肩、耸肩变为垂肩、圆肩；裆和足最初混为一体，之后逐渐分离，足部从尖足变为方足、圆足，裆部从弧形变为平直状、尖形状、桥梁状等等；整体从厚重硕大变为轻薄体小。:42,57-59

## 历史

### 春秋布币

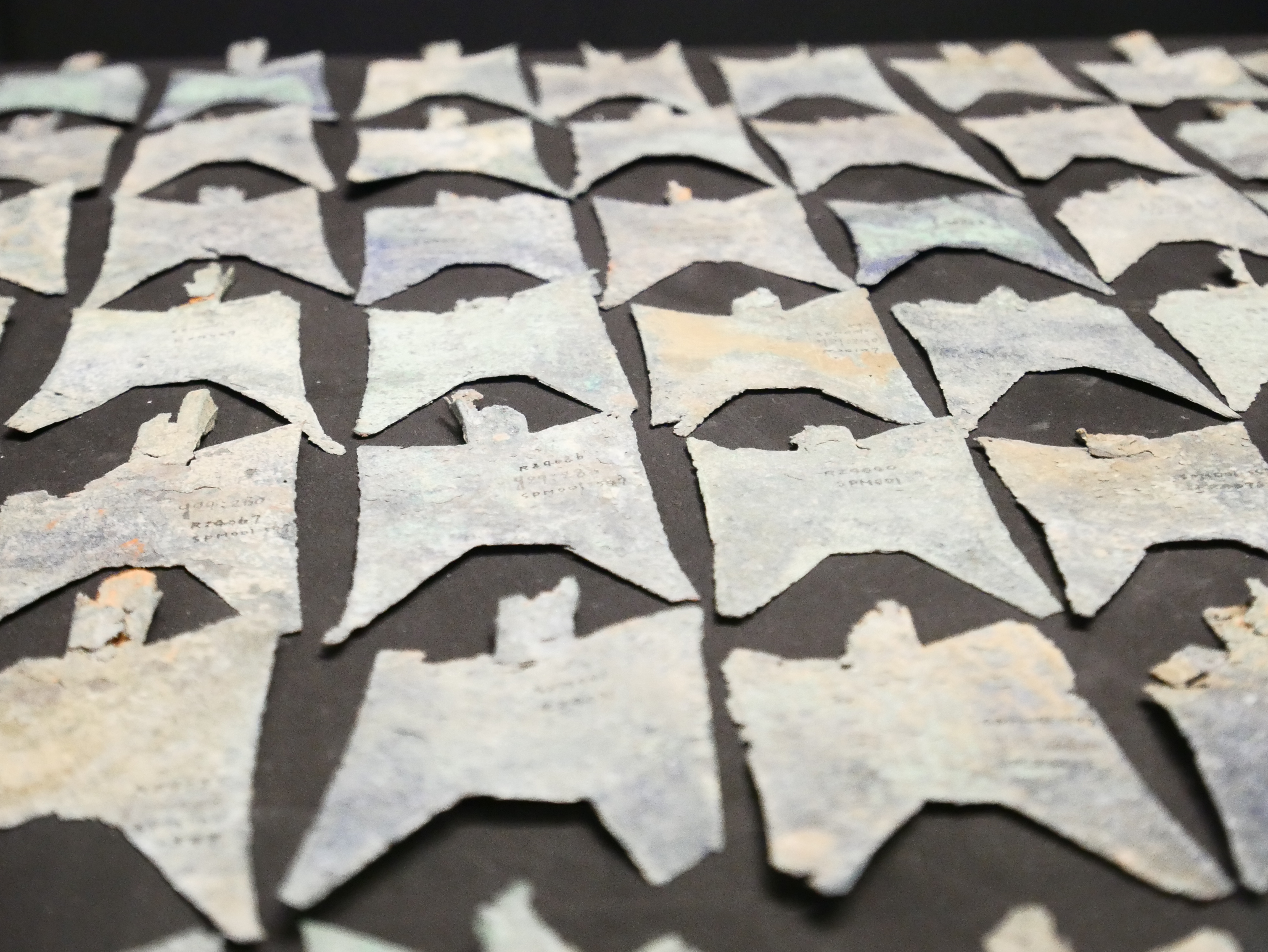
山彪1號墓（河南省新鄉市衛輝市唐莊鎮山彪村）出土晉國魏卿空首布

在上古中国，铲子等农具经常在商品交换中充当商品货币。直到西周晚期或春秋早期，出现了由铲子演变而来的原始布币，是中国最早的铸币。原始布的形态与农具铲子十分接近，但刃口较薄，因而不具备实用功能。:80-81,86-87:47:170
春秋中期，出现了空首布。其首部不再深入肩部以下，不过仍然中空，保留农具铲子用来插入木柄的构造，故而得名。:48早期布币有鲜明的国别色彩，不同地区铸造的布币有着不同的形态。周王室、晋国魏卿、郑国、卫国、宋国等铸造平肩弧足空首布。晋国韩卿铸造垂肩弧足空首布。晋国赵卿铸造耸肩尖足空首布，有学者推测其来源并非铲子，而是另一种农具耒。:72,170
- 作为实用工具的铲子，其首部深入肩部以下，原始布与此类似
- 周王室等地铸造的平肩弧足空首布，裆和足没有明确区别
- 晋国韩卿铸造的垂肩弧足空首布，裆和足没有明确区别
- 晋国赵卿铸造的耸肩尖足空首布

### 战国布币
战国初期，出现了平首布，首部与币身同样扁平，整体也更加轻便。赵国延续传统，铸造尖足平首布。韩国除了继续铸造垂肩空首布外，还铸造一种平首平肩方足、首部两端各有一个小锐角突出的锐角布。魏国则铸造裆部弧度大、像桥梁状、平首方足的桥足布。:170
战国中晚期，列国之间商业往来越发密切，韩、赵、魏开始发行形制相同的方足布。赵国的部分城邑还铸造类圆足布、类方足布和圆足布：前两者由尖足布发展而来，但足部尖锐程度减缓，向方足和圆足靠近；后者圆首圆肩圆足，另有一种变体即三孔布。与此同时，过去铸造刀币的燕国也开始铸造方足布币，与赵国、中山国形成刀布混合流通区。南方的楚国也铸造布币，方便跟魏国交易。:171:52-57楚国布币分大布、小布，造型类似方足布，但整体特别狭长，束腰，故称燕尾布或长布。小布常常两枚一组，一正一反，四足相连，故又称“连布”。:52,55:52
- 流传最广的方足布
- 圆首圆肩圆足的圆足布
- 圆足布的变体三孔布
- 楚国布币，又称燕尾布

### 新莽布币

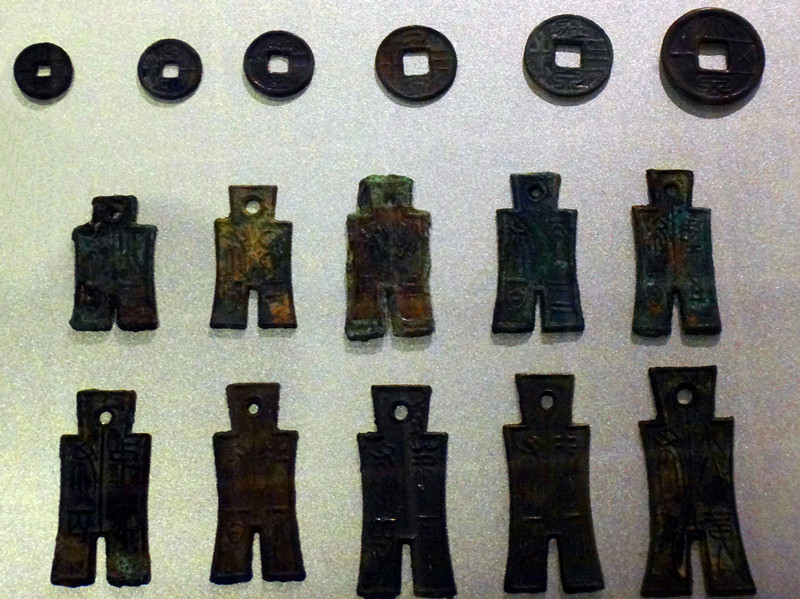
六泉十布

秦始皇统一六国、建立秦朝后，废除布币、刀币等，统一铸造方孔圜钱秦半两。:81-82王莽建立新朝后，复古改制，重新推行古钱币。始建国二年（10年），铸造六种方孔钱和十种铲形布币，面值、大小、重量都从小到大逐一增加，称为“泉货六品”和“布货十品”。天凤元年（14年），又改铸统一大小的方孔钱“货泉”和铲形钱币“货布”。新莽铲形钱币的形制接近楚国布币，但尺寸要小得多。:267-268:143

## 铭文
先秦布币大多有铭文，最常见的内容为地名和币值。地名多为城市名，如“甘丹”（邯郸）、“榆即”（榆次）、“晋昜”（晋阳）等，而不刻铸国名。:71,84铭文上的单位有釿、铢、两，以釿最为普遍。三者均为重量单位，而釿可能已经转变为货币单位。:172楚国布币上还铭刻有兑换比率：楚大布正面铭刻“比坣”（大币当釿），反面铭刻“十货”，楚小布正面铭刻“四比坣”（四币当釿），表示1楚大布=1釿=10蚁鼻钱=4楚小布。:143-149
新莽十布正面铭刻“小布一百”、“幺布二百”、“幼布三百”、“序布四百”、“差布五百”、“中布六百”、“壮布七百”、“第布八百”、“次布九百”、“大布黄千”，货布正面铭刻“货布”。
- 正面铭文为地名“焛”（蔺）
- 新莽十布之大布黄千
- 新莽十布之幺布二百
- 新莽货布

## 名称
关于铲形钱币何以称为“布”，有不同的看法。或认为，“布”是“镈”的假借字，“镈”即锄头，表明该种货币的起源与农具有关。:132:25或认为，新莽和北周都曾铸造过以“布”为名的方孔钱，可见“布”在当时并不专门指称铲形货币，这种叫法是五代、宋初才出现的。:60而之所以会将货币称为“布”，或以为是“流布”的意思:60，或以为跟织布曾广泛充当商品货币有关:84-85。
铲形钱币的起源与铲子有关，因此称为“钱”，上古汉语中“钱”即铲子。后来“钱”所指的范围进一步扩大，用于指称各种形制的货币。:47